# Meunasah Tengah
Meunasah Tengah is een bestuurslaag in het regentschap Aceh Barat Daya van de provincie Atjeh, Indonesië. Meunasah Tengah telt 754 inwoners (volkstelling 2010).